# Marína Sátti
Marína Sátti (grec moderne : Μαρίνα Σάττι, [ma.ˈri.na ˈsa.ti]), née le 26 décembre 1986, est une chanteuse, autrice-compositrice, productrice de musique grecque et actrice. Sa musique se caractérise principalement par la combinaison de musiques traditionnelles grecques et des Balkans (avec quelques influences arabes) et des éléments, un rythme et une production urbaine.
Elle a été sélectionnée pour représenter la Grèce au Concours Eurovision de la chanson 2024 avec son titre Zári.

## Enfance et études
Sátti est née à Athènes, en Grèce, d'un père soudanais medecin et d'une mère  grecque, ingenieur chimiste. Elle grandit à Héraklion, en Crète, et commence une formation de piano classique à 5 ans qu'elle complète par une formation de chant classique au lycée. Elle s'inscrit à l'Université technique nationale d'Athènes et étudie l'architecture pendant 3 ans sans obtenir son diplôme.
En 2008, après avoir étudié avec le baryton Pános Dímas, Sátti obtient un premier diplôme en monodie lyrique avec mention, et un premier prix. Un an plus tard, elle obtient un deuxième diplôme d'études classiques avancées, opéra, tout en étudiant le jazz au Conservatoire Nakas. En 2012, elle termine un diplôme en trois ans de composition jazz, écriture et production contemporaine au Berklee College of Music  grâce à une bourse.

## Carrière
En 2016, Sátti sort son single Koúpes (Coupes), qui atteint plus de 24 millions de vues sur YouTube, et est inclus dans l'album 20 Years Anniversary de Ravin & Bob Sinclar. En 2017, son single suivant, Mantissa (Voyante), figure dans le Top 100 officiel de l'Union européenne et le Top 40 de la Bulgarie. Global Citizen la nomme chanson de l'été. Joanna Kakissis, correspondante à Athènes pour NPR, la décrit comme « le tube de l'été qui remplit d'espoir une génération ». Son succès lui permet de signer un contrat avec Universal Music Berlin.
En 2016, Sátti fonde les fonés (les voix, en translittération grecque approximative), un groupe a cappella de femmes interprétant des chants polyphoniques traditionnels. Elles se produisent dans des lieux tels que le théâtre antique d’Épidaure , l’Odéon d'Hérode Atticus, le palais de la musique d'Athènes et le centre culturel de la fondation Stávros-Niárchos.
En 2017, Sátti organise une série d'événements culturels qui conduisent à la formation de la chorale chόres, composé de 200 femmes âgées de 13 à 63 ans. En 2020, chόres présente des chants traditionnels dans des sites archéologiques.
En juin 2018, Sátti et les fonés présentent Yalla !, un répertoire de musiques du monde et de compositions pop, qui mêle la musique traditionnelle de la Méditerranée orientale à une interprétation contemporaine. Les fonés jouent pour la première fois au Théâtre Melina Merkouri. Ils font ensuite une tournée à l'étranger en France, en Angleterre, en Suisse, ainsi qu'à Tampere, en Finlande, pour le Salon mondial de la musique 2019. En 2022, elle sort son premier album Yenna (Naissance), bien accueilli par la critique.
Le 24 octobre 2023, Sátti est annoncée comme représentante de la Grèce au Concours Eurovision de la chanson 2024, qui se déroulera à Malmö en Suède,. Le 9 mai 2024, après s'être qualifiée pour la finale du 11 mai, elle feint de s'endormir lors d'une conférence de presse aux côtés de la représentante d'Israël, pour protester contre la présence de celle-ci en finale de la compétition,,. Elle l'a nié. Sátti terminera 11ème sur 25 participants durant la finale.

## Théâtre
Elle travaille comme actrice ou compositrice de partitions musicales avec le Théâtre national de Grèce, l'Opéra national de Grèce, le Festival d'Athènes et d'autres.

## Discographie

### Singles
| Année | Titre                                         |
| ----- | --------------------------------------------- |
| 2012  | Éna Kalokéri (Ένα Καλοκαίρι)                  |
| 2013  | Argosvínis móni (Αργοσβήνεις μόνη, ft. Tareq) |
| 2016  | Tha Spáso Koúpes (Θα Σπάσω Κούπες)            |
| 2017  | Nifáda (Νιφάδα)                               |
| 2017  | Mádissa (Μάντισσα)                            |
| 2021  | Páli (Πάλι)                                   |
| 2021  | Pónos Kryfós (Πόνος Κρυφός)                   |
| 2022  | Yiatí poulí m’ (Γιατί πουλί μ’)               |
| 2023  | Tucutum                                       |
| 2024  | Zári                                          |
| 2024  | Lalalala                                      |

### Albums
| Année | Titre |
| ----- | ----- |
| 2022  | Yenna |